# Műkorcsolya a 2002. évi téli olimpiai játékokon
A 2002. évi téli olimpiai játékokon a műkorcsolya versenyszámait Salt Lake Cityben rendezték február 14. és 21. között.
A páros versenyszámban eredetileg az orosz Jelena Berezsnaja–Anton Sziharulidze-kettős nyert, azonban a NOB utólag megváltoztatta a végeredményt és a kanadai Jamie Salé–David Pelletier-duó is aranyérmet kapott. Műkorcsolyában először fordult elő, hogy az olimpián két páros is aranyérmes lett.

## Éremtáblázat
(A rendező nemzet eltérő háttérszínnel, az egyes számoszlopok legmagasabb értéke vagy értékei vastagítással kiemelve.)
| A 2002. évi téli olimpiai játékok éremtáblázata műkorcsolyában | A 2002. évi téli olimpiai játékok éremtáblázata műkorcsolyában | A 2002. évi téli olimpiai játékok éremtáblázata műkorcsolyában | A 2002. évi téli olimpiai játékok éremtáblázata műkorcsolyában | A 2002. évi téli olimpiai játékok éremtáblázata műkorcsolyában | Olimpia  |
| -------------------------------------------------------------- | -------------------------------------------------------------- | -------------------------------------------------------------- | -------------------------------------------------------------- | -------------------------------------------------------------- | -------- |
|                                                                | Ország                                                         | Arany                                                          | Ezüst                                                          | Bronz                                                          | Összesen |
| 1.                                                             | Oroszország (RUS)                                              | 2                                                              | 3                                                              | 0                                                              | 5        |
| 2.                                                             | Egyesült Államok (USA)                                         | 1                                                              | 0                                                              | 2                                                              | 3        |
| 3.                                                             | Franciaország (FRA)                                            | 1                                                              | 0                                                              | 0                                                              | 1        |
|                                                                | Kanada (CAN)                                                   | 1                                                              | 0                                                              | 0                                                              | 1        |
|                                                                |                                                                |                                                                |                                                                |                                                                |          |
| 5.                                                             | Kína (CHN)                                                     | 0                                                              | 0                                                              | 1                                                              | 1        |
|                                                                | Olaszország (ITA)                                              | 0                                                              | 0                                                              | 1                                                              | 1        |
|                                                                |                                                                |                                                                |                                                                |                                                                |          |
| Összesen                                                       | Összesen                                                       | 4                                                              | 4                                                              | 4                                                              | 12       |

## Érmesek
| A 2002. évi téli olimpiai játékok érmesei műkorcsolyában |                                                            |                                                    |                                                                |
| Versenyszám                                              | Arany                                                      | Ezüst                                              | Bronz                                                          |
| Férfi                                                    | Alekszej Jagugyin · Oroszország (RUS)                      | Jevgenyij Pljuscsenko · Oroszország (RUS)          | Timothy Goebel · Egyesült Államok (USA)                        |
| Női                                                      | Sarah Hughes · Egyesült Államok (USA)                      | Irina Szluckaja · Oroszország (RUS)                | Michelle Kwan · Egyesült Államok (USA)                         |
| Páros                                                    | Oroszország (RUS) · Jelena Berezsnaja · Anton Sziharulidze | Nem adták ki                                       | Kína (CHN) · Sen Hszüe (Shen Xue) · Csao Hung-po (Zhao Hongbo) |
| Páros                                                    | Kanada (CAN) · Jamie Salé · David Pelletier                | Nem adták ki                                       | Kína (CHN) · Sen Hszüe (Shen Xue) · Csao Hung-po (Zhao Hongbo) |
| Jégtánc                                                  | Franciaország (FRA) · Marina Anissina · Gwendal Peizerat   | Oroszország (RUS) · Irina Lobacseva · Ilja Averbuh | Olaszország (ITA) · Barbara Fusar-Poli · Maurizio Margaglio    |